# Підпала Тетяна Василівна
Підпала Тетяна Василівна (нар. 24 лютого 1955, село Нова Збур'ївка, Голопристанський район, Херсонська область) — український вчений у галузі тваринництва, доктор сільськогосподарських наук (2002), професор (2004).

## Біографія
Середню школу № 1 Тетяна Підпала закінчила в 1972 році і в цьому ж році поступила в Херсонський сільськогосподарський інститут (нині Херсонський державний аграрний університет) і у 1977 році закінчує з відзнакою зооінженерний факультет.
Підпала Т. В. трудову діяльність розпочала у 1977 році, а наукову і науково-педагогічну — у 1979 році (з 1979 — молодшим, а з 1986 — старшим науковим співробітником Інституту тваринництва степових районів «Асканія-Нова»). У період 1977—1980 років заочно навчалася в аспірантурі вищеназваного закладу. У період 1990 по 2002 працювала на посаді доцента в Кримському державному аграрному університеті (нині — ПФ НУБіП «Кримський агротехнологічний університет»). З 2002 року працювала на посаді професора кафедри спеціальної зоотехнії Миколаївської державної сільськогосподарської академії (нині Миколаївський національний аграрний університет), а з 2003 року і по цей час — завідувач кафедри технології переробки, стандартизації і сертифікації продукції тваринництва.
Основна наукова діяльність Т. Підпалої пов'язана з вирішенням проблемних питань щодо поліпшення вітчизняних молочних порід великої рогатої худоби і створення на їх основі нових конкурентноспроможних спеціалізованих молочних порід пристосованих до інтенсивних технологій ведення галузі скотарства. Нею обґрунтовано доцільність використання надійного способу контролю за процесом породного перетворення в популяціях великої рогатої худоби, який дозволяє досліджувати результативність спільної дії селекції та природного добору і виявляти можливості корегування методів племінної роботи в ході породоутворювального процесу; ефективність застосування внутрішньопородного та міжпородного розведення при виведенні нових порід молочної худоби, а також породоутворювальному дію внутрішньолінійних спаровувань, міжлінійних кросів та спорідненого розведення і визначення взаємозалежності підвищення рівня молочності корів й змінюваності їхньої пристосованості до умов середовища, тобто взаємодії «організми-середовище».
У 1985 році захистила кандидатську дисертацію на тему: «Методи підбору при чистопородному розведенні червоної степової худоби на півдні України». Виконаними дослідженнями вперше було оцінено популяційно-генетичні особливості племінних стад молочної худоби на підставі групування корів за рівнями прояву поєднаних ознак, доведена можливість об'єднання тварин схожого генотипу з відносно подібною нормою реакції на умови навколишнього середовища, визначено ефективність підбору батьківських пар з врахуванням оцінки плідників на поєднуваність з окремими групами корів, розроблено і апробовано принципово новий підхід оцінки бугаїв-плідників за генотипом, виявлена спадкова залежність фенотипових характеристик нащадків від поєднуваності бугаїв-плідників і груп корів-матерів.
У 1988 році Т. В. Підпалій присвоєно вчене звання старшого наукового співробітника зі спеціальності «Розведення, селекція і відтворення сільськогосподарських тварин», а у 1995 році — доцента кафедри тваринництва.
У 2000 році захистила докторську дисертацію на тему: «Генезис процесу породного перетворення в популяції червоної степової худоби». Результати наукових досліджень мають важливе теоретичне значення для методології породоутворювального процесу в молочному скотарстві, так як надають можливість цілеспрямовано керувати механізмом системної регуляції розвитку стад і популяцій сільськогосподарських тварин. Значення особливостей дії породоутворювальних факторів має практичне значення під час уточнення прийнятого напрямку селекції для скорочення періоду формування адаптивних якостей у тварин з новими генотиповими характеристиками. Розведення тварин з плюс-відхиленнями від оптимуму за поєднаними ознаками сприяє підвищенню молочної продуктивності на 7,9—22,3 %.
У 2002 році присвоєно ступінь доктора сільськогосподарських наук, а у 2004 році — звання професора по кафедрі «Спеціальна зоотехнія».
Серед нових наукових розробок Т. В. Підпалої — вперше на прикладі популяції червоної молочної породи розкрита сутність тандемної селекції в породоперетворювальному процесі червоної степової худоби, а також удосконалення методів селекції молочної худоби червоних порід та створення високопродуктивних стад, ліній, типів молочних порід великої рогатої худоби на півдні України. Співавтор заводської лінії Дуная 485 ХСН-1246 червоної степової породи великої рогатої худоби; української червоної молочної породи, жирномолочного внутріпородного типу, таврійського зонального заводського типу і заводської лінії Ганнібала 25833. Основні наукові розробки впроваджені в племінних стадах червоних порід півдня України.
Іншою спрямованістю наукових напрацювань Т. Підпалої є дослідження проблемних питань з технології виробництва тваринницької продукції. Проведено прижиттєву і післязабійну оцінку м'ясної продуктивності бугайців української червоної молочної породи, оцінено етологічні особливості та продуктивні властивості молочної худоби. Визначено можливості реалізації генетичного потенціалу вітчизняних спеціалізованих молочних порід за умов «холодного» способу вирощування ремонтного молодняку та інтенсивної технології виробництва молока. Це дає змогу формувати високопродуктивні стада молочної худоби із порід вітчизняної селекції, які відрізняються високою продуктивністю, технологічністю та адаптивністю.
Цикл наукових робіт Тетяни Василівни Підпалої з методології та оцінки породоперетворювальних процесів і взаємодії «генотип-середовища» реалізовано у молочному скотарстві при селекції червоних порід худоби. Нею опубліковано понад 210 наукових та навчально-методичних праць, у тому числі одна монографія, 7 планів племінної роботи, 2 каталоги, 3 програми селекції, 4 методичних рекомендації, 28 методичних вказівок, 2 довідника, 2 курси лекцій, 3 навчальних посібника; одержано 5 авторських свідоцтва на селекційне досягнення у тваринництві та 5 свідоцтв про реєстрацію авторського права. Серед співавторів її учні — 3 кандидати наук.
За плідну роботу занесена до книг «Пріоритети та наукова спадщина» — Інститут тваринництва степових районів ім. М. Ф. Іванова «Асканія-Нова» і «Золоті сторінки», започатковану Інститутом розведення і генетики тварин НААН.
Протягом багатьох років професор Т. Підпала є одним із ініціаторів та організаторів проведення міжнародних і регіональних конференцій, семінарів. Входить до складу спеціалізованої вченої ради з захисту докторських і кандидатських дисертацій, редакційної колегії наукового збірника «Вісник аграрної науки Причорномор'я», регіональної дегустаційної комісії харчової продукції, яка діє з 2007 року на базі ДП «Миколаївстандартметрологія».
Репутацію одного з провідних науковців у галузі молочного скотарства професор Т. Підпала отримала завдяки працям з обґрунтування методологічних підходів породоутворювального процесу, інтенсивних технологій виробництва молока та яловичини, що сприяє розвитку конкурентноспроможної галузі молочного скотарства.